# لیک پلیزنت (هملت)، نیویورک
لیک پلیزنت (به انگلیسی: Lake Pleasant) یک منطقهٔ مسکونی در ایالات متحده آمریکا است که در نیویورک واقع شده‌است. لیک پلیزنت ۵۴۴٫۰۷ متر بالاتر از سطح دریا واقع شده‌است.